# 燕順
燕 順（えん じゅん）は、中国の小説で四大奇書の一つである『水滸伝』の登場人物。
梁山泊第五十位の好漢。地強星の生まれ変わり。渾名は錦毛虎（きんもうこ）で、赤毛で髭は茶色がかっており、目は丸く腰のがっちりとした堂々とした容姿なことに由来する。元々は青州清風山の山賊で、武器として朴刀を愛用し、腕も立つ。梁山泊には、かつて別の山の賊の首領だった人物が多数存在しているが、燕順はその中でも最も山賊らしい山賊と言っていい男である。旅人の身ぐるみを剥いで、その心臓で肝吸いを作ろうとする残虐な面のある一方、責任感が強く、仲間同士の情誼や、義侠心に厚い親分肌な一面を持つ。副首領の王英、鄭天寿もよく彼についてきており、人望も厚いことが解る。またたとえ王英の惚れた女でも害があると見れば即座に斬り捨てるという厳格な面もある。

## 生涯
山東萊州の出身である燕順は、元々博労で家畜の売買で生計を立てていたが、重税により商売が立ち行かなくなり清風山に逃れ盗賊になる。後、王英、鄭天寿らを加えて数百人の手下を抱えるまでに成長した。ある年の暮れ手下達が一人の旅人を捕らえてきた。燕順はそれの身包みを剥いで、殺してしまおうとしたが、その旅人が実は、天下に名高い義士で、罪を犯して逃亡中の宋江であることが解ると、一転、縄を解いて手下達と共に平伏し、客人として丁重にもてなした。数日後、女好きの王英が一人の婦人とその侍女を捕まえた。それは麓の清風塞の長官で悪徳官吏・劉高の妻だった。王英は女を気に入り、無理やり自分の女房にしようとしたが、宋江は解放してやるように諌めたので、燕順、鄭天寿もそれに同調、王英は渋々二人を解放した。数日後、宋江も山を離れて清風塞の副長官・花栄を訪ねていった。
しかし、一月も経たないうちに燕順たちの下に信じられない知らせが飛び込んできた。あの劉高の妻が恩知らずにも山賊の首領として宋江を夫に訴え、それをかばった花栄とともに、兵馬都監黄信に捕らえられ、青州府に連行されているのだという。燕順たちは慌てて護送隊一行を待ち伏せて襲撃、王英、鄭天寿と三人がかりで黄信に挑みこれを撃退、宋江と花栄を奪還した。さらに攻め寄せてきた黄信の上司、秦明を地形を利用した戦法で翻弄し仲間に引き込んだ。さらに自身の非を認めた黄信も仲間に入り、花栄の家族を救出するため清風塞を襲撃、この時王英は、全ての元凶である劉高婦人を再び捕らえ、妻にしようとするが、燕順はこの毒婦を有無を言わさず切り捨ててけじめをつけた。その後、青州知事が都に討伐隊派遣を要請したため、宋江の進言でより防衛に適した梁山泊と合流を決意。途中訳あって宋江は抜けるが、燕順たちは晁蓋に出迎えられ、梁山泊入りを果たした。
その後、江州に流されていた宋江が無実の罪で処刑されかかっているのを知り、その刑場破りに参加。以降は、塞の防衛の任務を任され、因縁の青州攻めに加わるまでは主に留守居役が多かった。曾頭市攻めでは敵の毒矢を受け負傷した晁蓋を呼延灼とともに護衛して帰陣する働きを見せ、このころから前線に出る機会が多くなり、秦明や孫立、索超等、騎兵頭領の副将格として活躍。百八星集結後は馬軍小彪将十六員の一人となる。その後も敵との最終決戦など重要な局面で活躍を続ける。
方臘討伐戦で、鄭天寿、王英らかつての仲間は次々戦死し、燕順自身も、味方の馬麟の危機を救おうとしたとき、敵最強の将石宝の流星鎚で額を砕かれて最期を遂げた。